# Deux Hommes contemplant la Lune
Deux Hommes contemplant la Lune (en allemand : Zwei Männer in Betrachtung des Mondes) est un tableau du peintre allemand Caspar David Friedrich, réalisé entre 1819 et 1820. 
Il fait partie de la collection de la Galerie Neue Meister à Dresde en Allemagne.
Une autre version de l'œuvre, réalisée vers 1825-1830, a été acquise en 2000 par le Metropolitan Museum of Art de New York.

## Description
Dans un décor de nature aux tonalités brunes, deux hommes en habit placés à gauche de la composition contemplent la Lune au couchant, basse sur l'horizon affichant un fin croissant et sa lumière cendrée, l'un s'appuyant de son bras droit sur l'épaule gauche de l'autre. À droite un arbre mort déraciné et de gros rochers et une souche d'arbre coupé à gauche complètent le cadre.

## Réception critique
Le tableau a inspiré Samuel Beckett lors de son voyage de six mois en Allemagne en 1936-1937 pour sa pièce En attendant Godot. Quarante années plus tard, il a déclaré à Ruby Cohn : « This was the source of Waiting for Godot, you know. ». L'écrivain Stéphane Lambert a consacré un essai intitulé Avant Godot à ce lien entre la pièce de Samuel Beckett et le tableau de Caspar David Friedrich.

## Versions
Caspar David Friedrich a réalisé plusieurs versions de Deux hommes contemplant la Lune. L'une d'elles, peinte vers 1825-1830, a été acquise en 2000 par le Metropolitan Museum of Art de New York. 
Une variante, mettant en scène un homme et une femme plutôt que deux hommes, Homme et femme contemplant la Lune, réalisée vers 1824, est conservée à la Alte Nationalgalerie de Berlin.

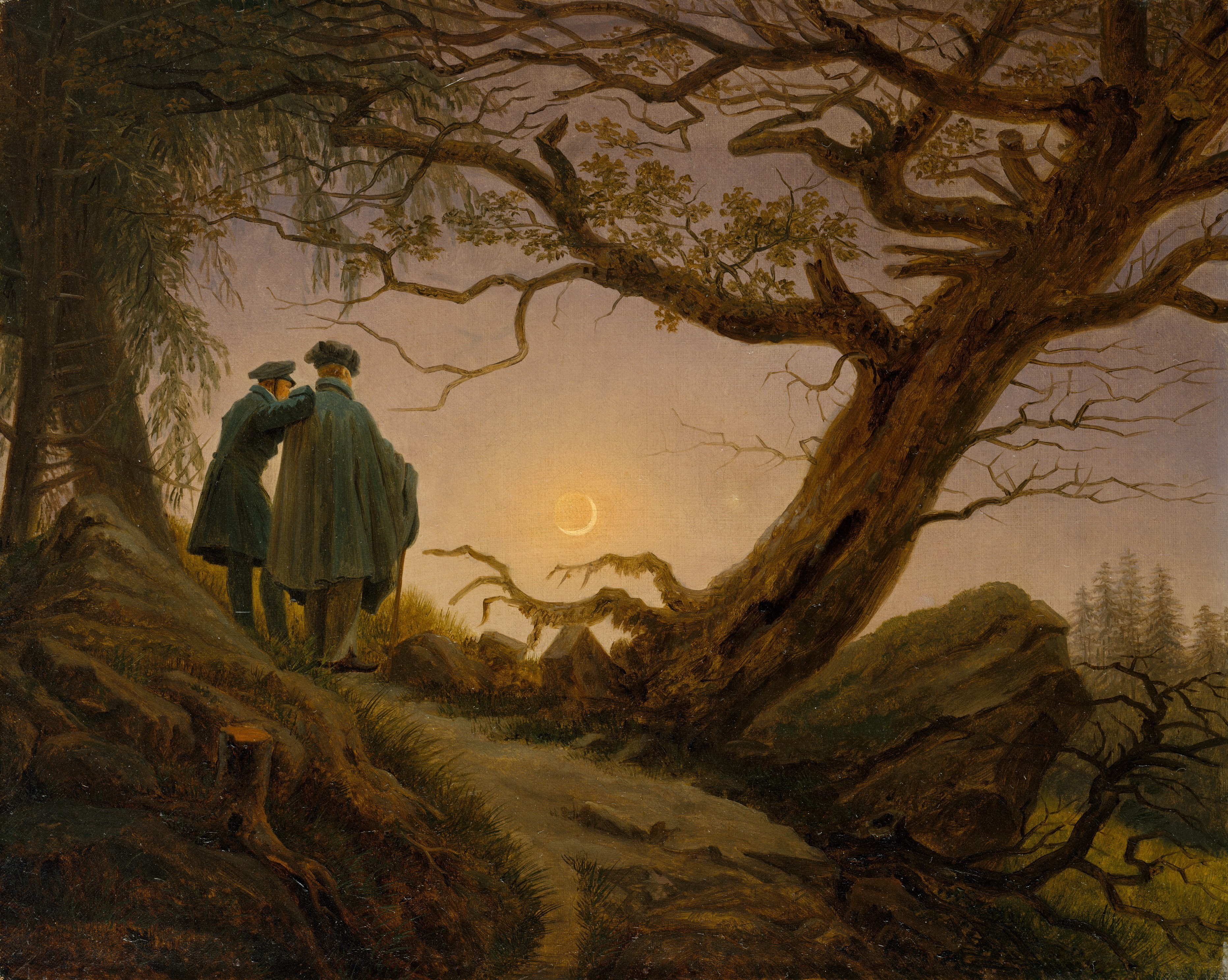
Deux Hommes contemplant la lune, vers 1825-1830 (version du Metropolitan Museum of Art, New York).
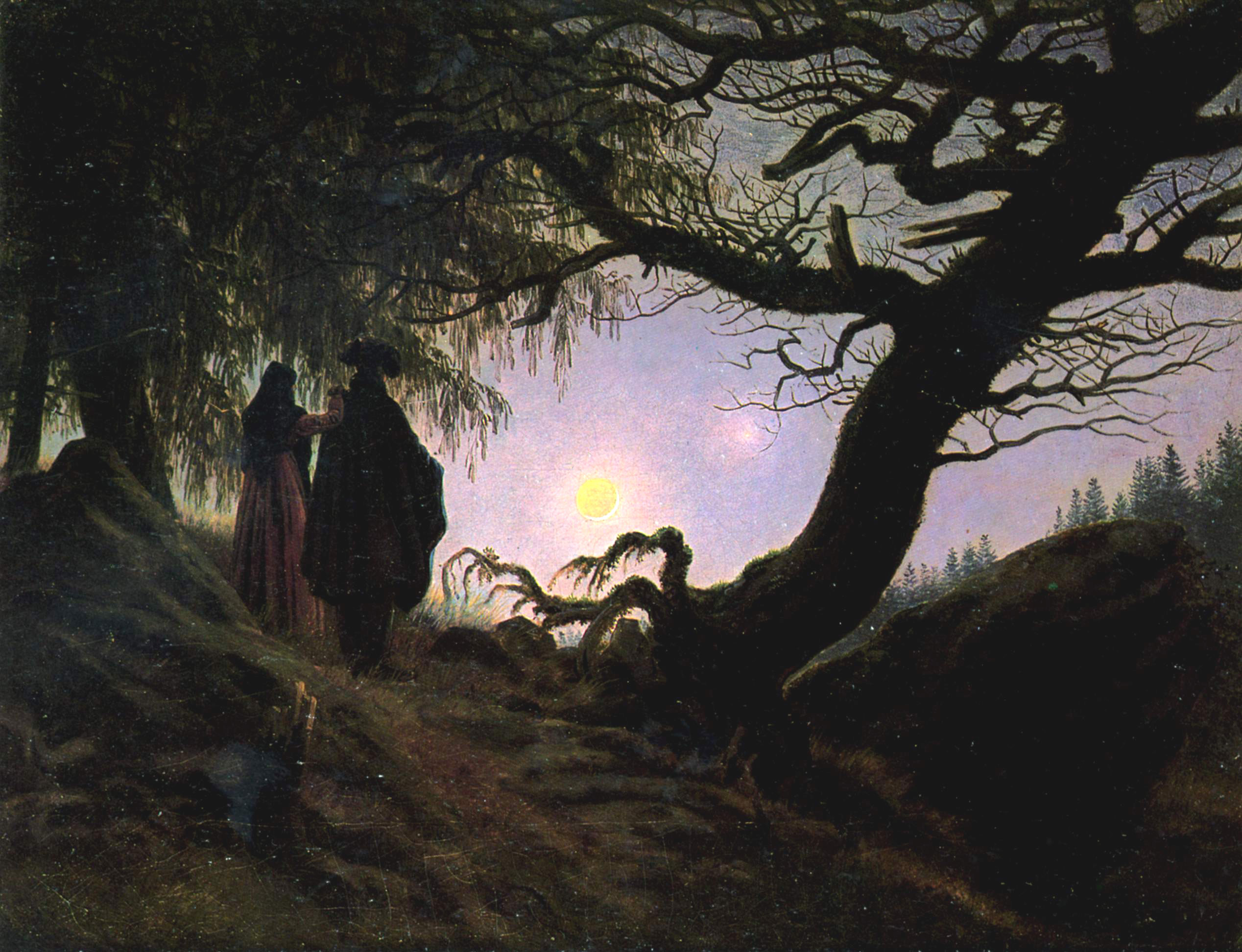
Homme et Femme contemplant la Lune, vers 1824, Alte Nationalgalerie, Berlin.